# Bulbothrix sipmanii
Bulbothrix sipmanii är en lavart som beskrevs av Aptroot & Aubel. Bulbothrix sipmanii ingår i släktet Bulbothrix och familjen Parmeliaceae.   Inga underarter finns listade i Catalogue of Life.